# SK-105 Kürassier
El SK-105 Kürassier es un vehículo blindado de combate y un cazacarros austríaco, producido en el año 1971 como un cazacarros económico, simple y accesible, con una producción estimada de 700 vehículos se exportó a seis países.

## Desarrollo
El SK-105 fue desarrollado por Saurer-Werk (ahora Steyr-Daimler-Puch) para cumplir con el requerimiento de un vehículo blindado de alta movilidad y con capacidad antitanque para el Ejército Austríaco. El desarrollo comenzó en 1965 bajo la denominación Panzerjäger K (Cazacarro K). El casco era una modificación del transporte blindado de personal Saurer y su torreta era una adaptación de la utilizada en el tanque ligero francés AMX-13.
Austria buscaba equiparse con un tanque dotado de buena movilidad y agilidad en terreno montañoso. Debía ser rápido, potente y bien armado. Su un cañón de 105/44 mm de baja presión y carga automática era capaz de disparar munición de carga hueca antitanque o rompedora. Además estaba dotado con un sistema de tiro nocturno.  Para hacerlo más barato se diseñó aprovechando componentes de blindados ya existentes y su motor diésel era similar al de los camiones militares Steyr. Así se redujeron los costes operativos y se simplificó la logística y mantenimiento.
El primer prototipo estuvo listo en 1967 y las entregas de vehículos de pre-serie comenzaron en 1971. Fue exportado a 6 países, siendo el Ejército Argentino el principal cliente extranjero, con 118 unidades SK-105A1/A2 y 6 ejemplares de recuperación. Los SK-105 llegaron a Argentina en 1981, y rápidamente se destinaron a las unidades acorazadas de la Patagonia.

## Historia de combate
En 1996 el Ejército Argentino mandó carros SK-105 a Eslavonia Oriental, Baranya y Sirmia Occidental para participar de la misión de paz UNTAES. Añadidos a un batallón belga, formaron el Equipo de Combate Argentino (ECA) compuesto por dos secciones de vehículos SK-105 y dos de M113A2.

## Descripción

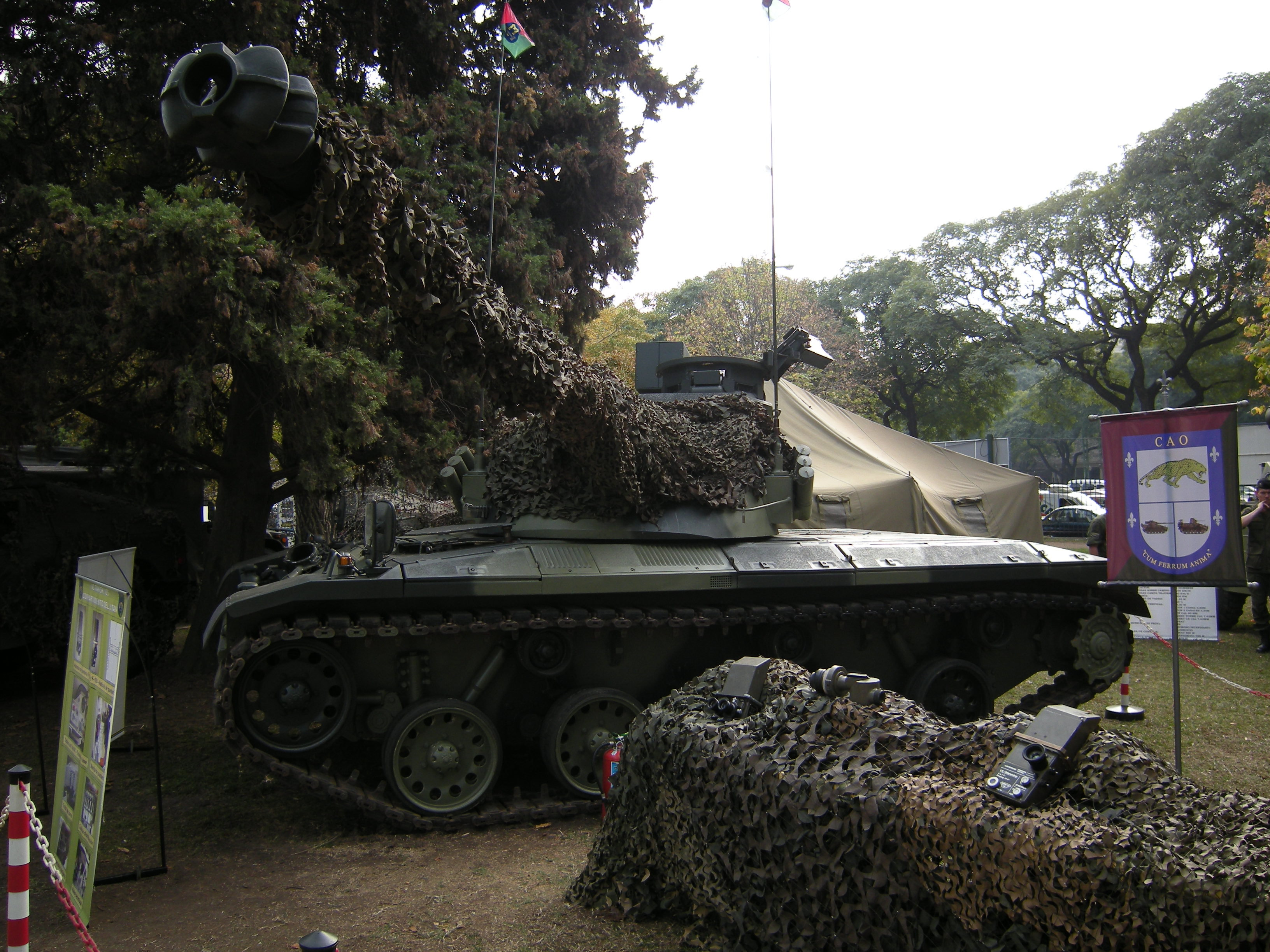
SK-105A1 del Ejército Argentino durante una exposición realizada en mayo de 2008.

Aunque muy similar al AMX-13 el SK-105 Kürassier pesa 4 toneladas más con una presión sobre el suelo de 0,78 kg/cm². Posee un chasis más grande que el tanque francés y aloja un motor más potente de 320 HP, refrigerado por agua. La caja de cambios es manual, de 6 velocidades hacia delante y una marcha reversa. Estas mejoras le permiten desplazarse a una velocidad máxima en carretera de 70 km/h.
El sistema de rodado está compuesto por cinco pares de ruedas de rodamiento, 3 rodillos de apoyo y dos ruedas dentadas, una tensora y otra tractora. La primera rueda de rodamiento cuenta con un amortiguador y un resorte.
El vehículo posee un tanque de combustible interno de 350 litros (gasoil), logrando una autonomía en asfalto de 520 km.
Su cañón principal de 105 mm es el mismo que equipa a la versión del AMX-13 105 el cual es capaz de penetrar 360 mm. Éste va montado en una torreta oscilante. Su armamento secundario consta de dos ametralladoras de 7,62 mm, una coaxial al cañón y otra antiaérea. En el interior del vehículo pueden alojarse 44 proyectiles de 105 mm y hasta 2.000 rondas de 7,62 mm.
El blindaje máximo del Kürassier es de 40 mm y su peso, de 17 toneladas, le permite poder ser transportado por aviones de carga como el Lockheed C-130 Hércules.
Este vehículo está diseñado específicamente para el terreno montañoso y tiene una capacidad mejorada para subir, en comparación con los tanques de combate más pesados.

## Variantes
- SK-105A1
- SK-105A2
- BK 20 Greif: vehículo de ingenieros
- Pionier: vehículo de ingenieros
- SK-105 T: para formación de conductores
- SK-105 Presidencial: vehículo sin torreta, modificado para plataforma de saludo presidencial en Bolivia.
- Patagón: Integración del chasis de SK-105 con la torre FL-12 del AMX-13 hecha en Argentina a mediados de los años 2000. Solo se construyeron 4 unidades hasta que se canceló el proyecto porque fue considerado demasiado costoso.[4]

## Operadores
- Argentina

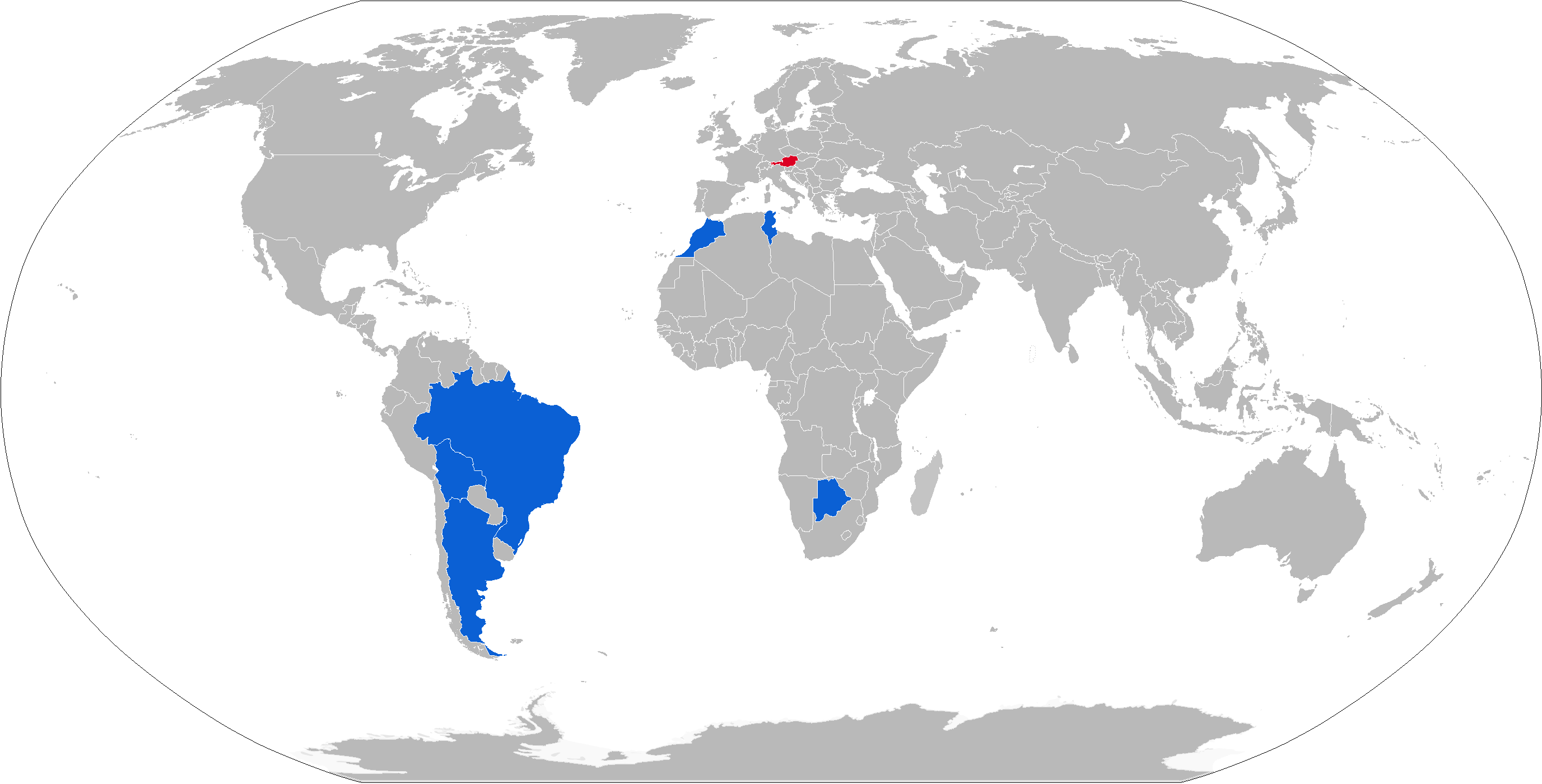
Mapa de usuarios del SK-105 (azul los actuales y rojo los antiguos).

  -  Ejército Argentino - 120 SK 105 y 6 Greif
- Austria - 286
- Bolivia - 54
  -  Ejército de Bolivia - 54 aproximadamente
- Botsuana - 34
- Brasil
  -  Infantería de Marina Brasileña - 17
- Marruecos - 105. (45) en servicio
- República Árabe Saharaui Democrática - 3 capturados a Marruecos
- Túnez - 42

### Vehículos similares
- Patagón
- AMX-13
- Kranvagn
- T69